# Holeatîn, Boureni
Holeatîn (în ucraineană Голятин) este o comună în raionul Boureni, regiunea Transcarpatia, Ucraina, formată numai din satul de reședință.

## Demografie
Componența lingvistică a comunei Holeatîn
     Ucraineană (99,69%)
     Alte limbi (0,31%)
Conform recensământului din 2001, majoritatea populației comunei Holeatîn era vorbitoare de ucraineană (99,69%), existând în minoritate și vorbitori de alte limbi.